# Wołycia (rejon buczański)
Wołycia (ukr. Волиця) – wieś na Ukrainie, w obwodzie kijowskim, w rejonie buczańskim. W 2001 roku liczyła 33 mieszkańców.